# Pedro Pablo Abarca de Bolea, conde de Aranda

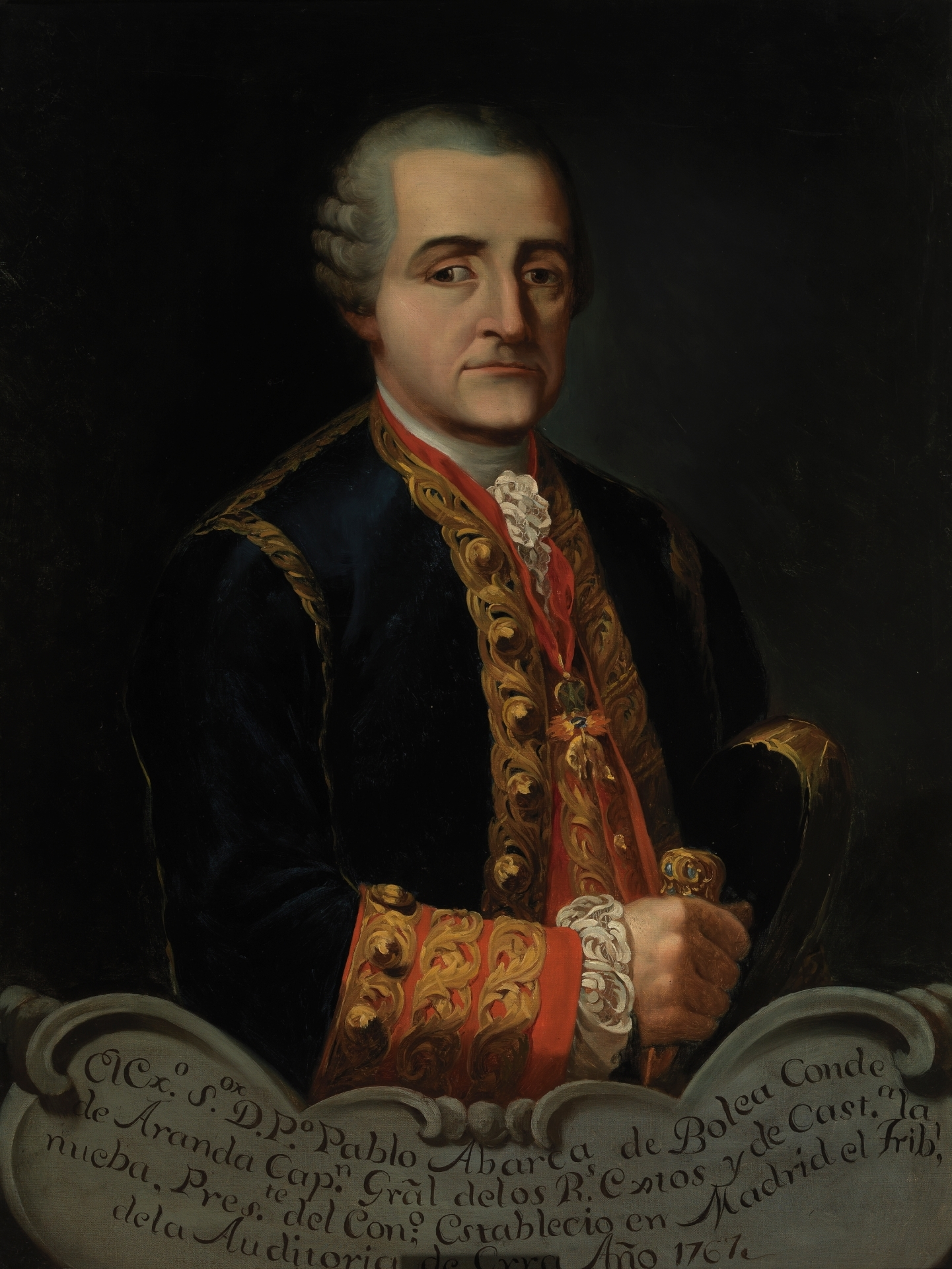
Gemälde des Conde de Aranda von Francisco Jover y Casanova.

Pedro Pablo Abarca de Bolea-Ximénez de Urrea y Ponts de Mendoza, Graf (spanisch: conde) von Aranda (* 1. August 1719 in Siétamo (Provinz Huesca, Spanien); † 9. Januar 1798 in Épila (Provinz Saragossa, Spanien)) war ein spanischer Adeliger, Aufklärer und Politiker. Er amtierte als Vorsitzender des Kastilienrates (Presidente del Consejo de Castilla (1766–1773) ) sowie als Ministerpräsident unter König Karl IV. (Secretario de Estado de Carlos IV (1792)).

## Leben und Wirken

### Jugend, Ausbildung und Militärkarriere
Pedro Pablo Abarca wurde als Sohn einer Adelsfamilie auf einem Schloss im aragonesischen Siétamo geboren. Sein Vater war Pedro Alcántara Abarca de Bolea, 9. Graf von Aranda, Marqués de Torres. Seine Mutter hieß María Josefa Pons de Mendoza, Gräfin (spanisch: condesa) de Robres. Er hatte noch eine Schwester namens Ana María Engracia Abarca de Bolea Pons de Mendoza. Mit dem Tod seines Vaters erbte er 1742 dessen Grafentitel und wurde 10. Graf von Aranda.
Zunächst besuchte Pedro die Schule seiner Heimatstadt. Als er sieben Jahre alt war, zog die Familie nach Italien: Sein Vater diente während des Polnischen (1733–1738) und des Österreichischen Erbfolgekrieges (1740–1748) in einem spanischen Regiment in Italien.
Abarca besuchte zunächst das Jesuitenkolleg in Parma. Im Alter von 17 Jahren trat er in das Heer des Infanten Karl ein, dem späteren Karl III. von Spanien. Er heiratete im Jahre 1739 Ana María de Pilar Fernández de Híjar, Tochter von Isidro Fadrique, dem 8. Herzog von Híjar.
Im Jahre 1740 wurde er Oberst (span.: coronel) der spanischen Armee, 1. Grenadierbataillon des Regimentes Kastilien unter dem Oberbefehl vom José Carrillo de Albornoz y Montiel, 1. Herzog von Montemar (1671–1747). Er kämpfte im Österreichischen Erbfolgekrieg von 1740 bis 1748. Im Jahre 1743 wurde er in der Schlacht bei Campo Santo in Italien schwer verwundet; er genas in Spanien und nahm dann bis zum Ende des Feldzugs an den Kämpfen teil.

### Rückzug vom aktiven Militärdienst, Reisen

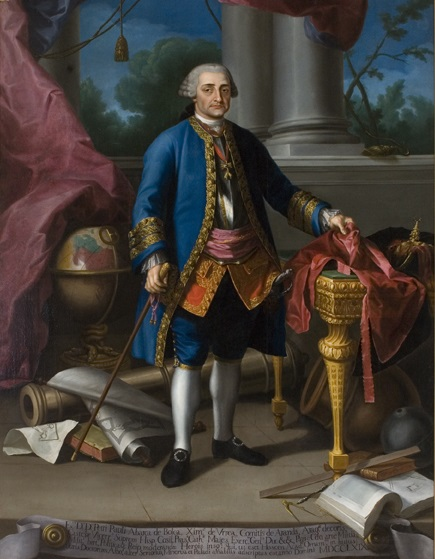
Porträt von Aranda von Ramón Bayeu, 1769 (Museum von Huesca).

Im Jahre 1746 quittierte de Aranda seinen aktiven Militärdienst und wurde zum Kammerherren von Philipp V. ernannt. 1747 beförderte ihn der neue König, Ferdinand VI., zum Feldmarschall. Er kümmerte sich um die Verwaltung der Familiengüter und reiste von nun an durch Frankreich und Italien.
Später zog er nach Preußen, wo er auch Friedrich den Großen persönlich kennenlernte. Dort studierte er den Aufbau der preußischen Armee, deren Ausbildung und Organisation er später auch in Spanien anwenden sollte. Zudem soll er 1753 den Marsch eines dortigen Grenadierregiments nach Spanien mitgenommen haben, der später zur spanischen Nationalhymne Marcha Real wurde.
1755 kehrte er nach Spanien zurück, wurde zum Generalleutnant befördert und erhielt den Titel eines spanischen Granden erster Klasse.

### Diplomatischer Dienst für Ferdinand VI.
Ab 1756, ernannt durch Ferdinand VI., war er Botschafter in Portugal. Lissabon war kurz zuvor durch ein schweres Erdbeben zerstört worden, bei dem auch der spanische Botschafter den Tod fand. Es gelang ihm, ein gutes Verhältnis zum portugiesischen Hof aufzubauen; in Anerkennung seiner Dienste wurde er 1756 in den Orden vom Goldenen Vlies aufgenommen. Im Jahre 1757 wurde er zum General der Artillerie befördert. Diese Position gab er allerdings nach Differenzen mit dem Generalkapitän von Katalonien wieder auf. Ab 1758 zog er sich wieder ins Privatleben zurück.

### In Diensten von Karl III.
Als Karl III. den spanischen Thron bestieg, wurde Aranda in den Staatsdienst zurückgerufen. Er wurde als Botschafter an den Hof von August III. nach Warschau entsandt. August musste dorthin während des Siebenjährigen Krieges ausweichen, da sein Stammland Sachsen von den Preußen besetzt war. Als Gegner Preußens waren Sachsen und Polen indirekte Alliierte Frankreichs. Während seiner Tätigkeit in Polen besuchte er etliche polnische Städte, so auch Danzig.
Im Januar 1762 trat Spanien an Frankreichs Seite in den Krieg ein, und der Graf von Aranda wurde nach Spanien zurückbeordert. Er übernahm den Oberbefehl über das Invasionsheer, das in Portugal einmarschierte. Nach anfänglichen Erfolgen zwang schlechtes Wetter die Spanier zum Rückzug, und im November 1762 folgte der Friedensschluss.
Im Zuge der Kämpfe in Amerika hatten britische Truppen im Juli 1762 bei geringer Gegenwehr den strategisch bedeutsamen Hafen Havanna auf Kuba eingenommen. Von Februar 1763 an saß Aranda dem Kriegsgericht vor, das die Verantwortlichen auf spanischer Seite zur Rechenschaft zog. Er wurde zum Generalkapitän erhoben, dem höchsten Rang, den er erreichen konnte.

### Generalkapitän von Valencia und Murcia
Im Rang eines Generalkapitäns erhielt er 1764 den zivilen und militärischen Oberbefehl über die Provinzen Valencia und Murcia. In dieser Funktion musste er auch bei Hofe berichten. Im Portugal-Feldzug hatte er sich die Feindschaft des mächtigen Leopoldo de Gregorio, marqués von Esquilache, zugezogen. Aranda wurde zum Vertreter der Aragoneses, einer Strömung einheimischer Politiker, die eine moderate Reformhaltung vertraten und in Opposition zu den meist italienischen Beratern des Königs standen, die Spanien eine rücksichtslos radikale Reformrichtung verordneten.

### Madrider Hutaufstand

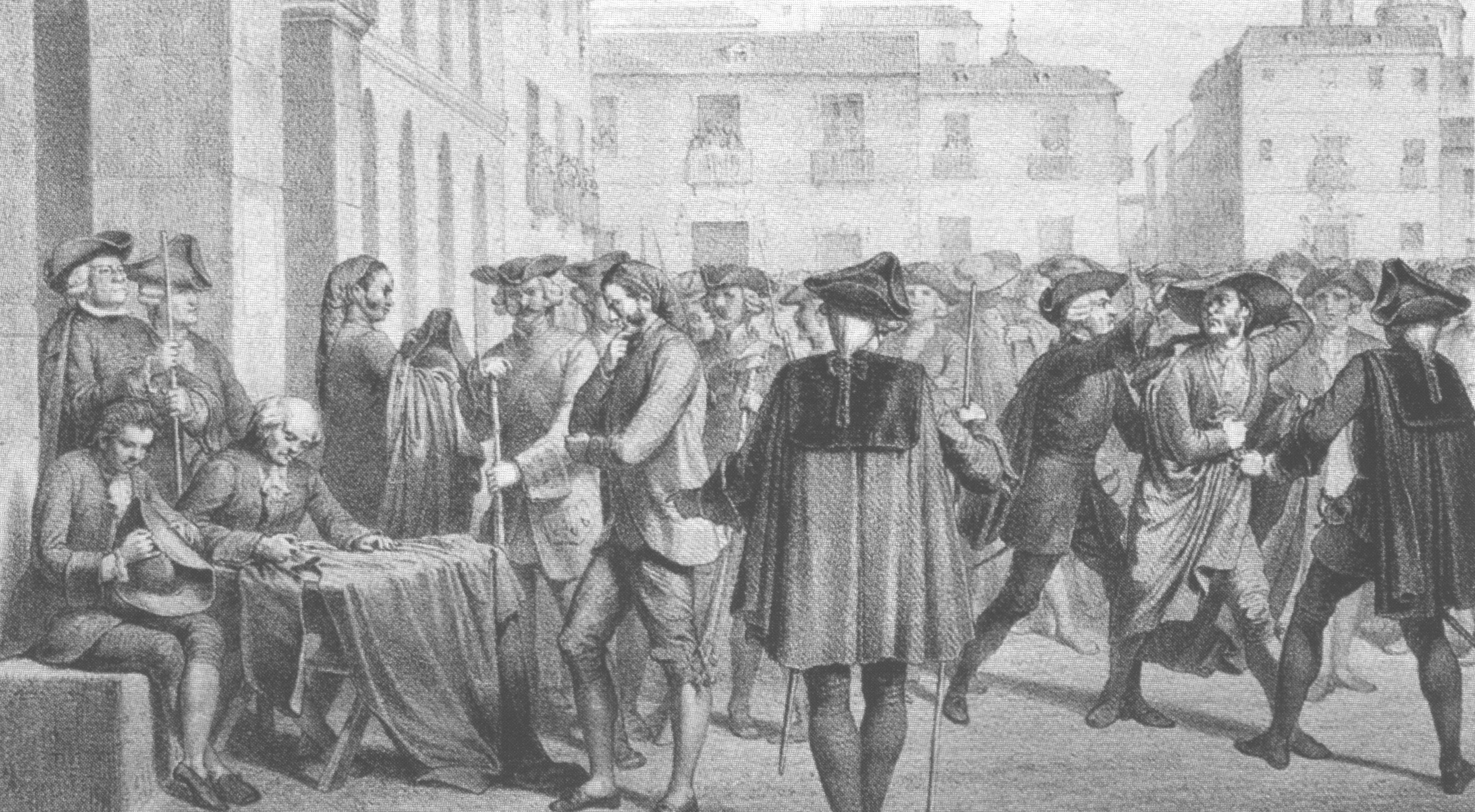
Kupferstich des Motín de Esquilache von 1766.

1766 erhob sich die Bevölkerung von Madrid gegen die radikalen Reformen, die unter anderem das Tragen der traditionellen spanischen Kleidung verboten und die französische Mode vorschrieben. Während der Unruhen des Madrider Hutaufstandes, Motín de Esquilache im Jahre 1766 übernahm de Aranda kurzzeitig die Regierungsgeschäfte.
Der Aufstand richtete sich gegen den Marqués de Esquilache (1699–1785), Minister und engster Berater von König Karl III. Der König war nach Aranjuez geflohen und hatte ihm als persönlichen Vertrauen die Leitung übergeben. Aranda befahl, den Aufstand mit militärischen Mitteln niederzuschlagen, aber die Truppen konnten die Autorität der Staatsmacht nicht wiederherstellen. Nur dem Eingreifen zweier Jesuiten, Padre Osma und Padre Cueva, war es zu verdanken, dass die Aufständischen gegen kleinere Zugeständnisse und die Entlassung von de Esquilache nachgaben.

### Präsident des Kastilienrates
Der König ernannte Aranda zum Präsidenten des Kastilienrates. In dieser Funktion förderte er viele aufgeklärte Reformen und erwies sich als pragmatischer Modernisierer. So förderte er Handel und Landwirtschaft und trieb auch die Politik der kommunalen Selbstverwaltung weiter, welche die italienischen Reformatoren begonnen hatten. Unter seiner Amtszeit erfolgte die Einteilung Madrids in barrios. In der Bildungspolitik versuchte er, die erstarrten spanischen Universitäten durch neue Lehrpläne wieder auf guten Stand zu bringen.
Seine Kirchenpolitik war kontrovers: Er verwies eine große Zahl von Priestern ohne Einsatz aus der Stadt Madrid. Gegenüber dem Hof und der Öffentlichkeit beschuldigte er den Jesuitenorden, den Hutaufstand herbeigeführt zu haben. Das war kein rein spanisches Phänomen: Der Jesuitenorden war in diesen Jahren auch in anderen Ländern Europas heftiger Kritik ausgesetzt. Aranda bildete aber am Hofe Karls III. die treibende Kraft, die zur Vertreibung der Jesuiten im Jahre 1767 führte.
Sein Vertrauter Pablo de Olavide setzte seine Reformbemühungen in Andalusien um. So wurden dort mehrere tausend Siedler aus Mitteleuropa – auch aus Deutschland – zur Entwicklung des Landes angesiedelt.
1771 entbrannte zwischen Spanien und Großbritannien Streit um die Falklandinseln. Spanien hatte – auch auf Betreiben Arandas – ein Expeditionskorps entsandt, musste aber Port Egmont (Falklandinseln) an die Briten abtreten. Dies nutzte Jerónimo Grimaldi, Vertreter der radikalreformistischen Golillas und Ministerpräsident, um Aranda beim König zu diskreditieren. Er musste vom Vorsitz des Kastilienrates zurücktreten.

### Botschafter in Paris
Pedro Abarca bat den König um einen militärischen Befehl. Obwohl Spanien zu dieser Zeit in einigen Konflikten und Kriegen engagiert war, verweigerte ihm der Monarch dieses Ansinnen. 1773 wurde er stattdessen erneut in diplomatischer Mission eingesetzt: Man ernannte ihn zum Botschafter in Paris. 1774 bestieg Ludwig XVI. den französischen Thron und Spanien unterstützte, wie Frankreich, die amerikanische Seite im Amerikanischen Unabhängigkeitskrieg gegen die Briten.
Die amerikanische Unabhängigkeit wurde im Frieden von Paris (1783) besiegelt. Spanien gewann mit diesem Vertrag Florida und Menorca von den Briten zurück, die Verhandlungen führte auf spanischer Seite der Graf Aranda. Im gleichen Jahr starb seine Frau. Auch seine potenziellen Erben (ein Sohn und ein Neffe) waren vor ihm gestorben. So heiratete er 1784 im Alter von 65 Jahren seine siebzehnjährige Nichte María del Pilar Fernández de Híjar Palafox. Die Ehe blieb kinderlos.
In Paris traf er auch einige Enzyklopädisten und Aufklärer, etwa Denis Diderot und Jean-Baptiste le Rond d’Alembert.

### Ministerpräsident unter Karl IV.
1787 kehrte er aus Frankreich zurück nach Spanien. Er hatte während seiner Zeit in Frankreich Austausch mit den Größen der Aufklärung gehalten und war insbesondere von Voltaire beeinflusst worden. Die Autorenschaft für die sogenannte „de Aranda-Denkschrift“, welche sich für eine politische und militärische Stabilisierung zwischen den Ländern Spanien, England und Vereinigten Staaten von Nordamerika ausspricht, wurde ihm fälschlicherweise unterstellt.
Bald nach seiner Rückkehr starb Karl III., und der neue König Karl IV. und seine einflussreiche Gemahlin Maria Luise von Bourbon-Parma machten zunächst keine Anstalten, ihn mit neuen Aufgaben zu betrauen.
Im Gegenzug arbeitete Aranda daran, seinen Rivalen bei Hofe, José Moñino y Redondo, Graf von Floridablanca, zu stürzen. Dies gelang ihm im Februar 1792 mit tätiger Mithilfe der Königin, die freilich das Ziel verfolgte, ihren Favoriten und Liebhaber Manuel de Godoy zu Amt und Würden zu verhelfen.
Übergangsweise erhielt aber Aranda das Amt des Ministerpräsidenten. In seine kurze Amtszeit fiel die Kriegserklärung an das revolutionäre Frankreich, nachdem dort König Ludwig XVI. vollends entmachtet worden war. Militärisch erzielte Spanien keinen Erfolg, und Aranda wurde im November entlassen und später auf Betreiben Godoys nach Jaén verbannt. Statt seiner ernannte man Godoy zum Ministerpräsidenten.
Später gestattete ihm der Hof, zunächst zu Kurzwecken nach Andalusien zu reisen. Später durfte er auf seine Familiengüter zurückkehren. Dort starb er 1798.